# Maryam Majd
Maryam Majd (persisch مریم مجد, DMG Maryam Maǧd, * 1986 in Teheran) ist eine iranische Sportfotografin und Menschenrechtsaktivistin. Sie gehört zu den wenigen Sportfotografinnen des Landes.

## Leben
Majd wuchs in Teheran in einer gebildeten und sportbegeisterten Familie auf. Ihr Vater ist Universitätsprofessor für Geschichte. Majd spielte als Kind Volleyball, Tennis und Fußball und gewann dabei sogar Wettbewerbe. Es störte sie, dass es zwar von den Preisverleihungen Fotos gab, nicht aber von den sportlichen Aktivitäten: Sporttreibende Frauen galten im Iran als Teil der westlichen Kultur, das sollte nicht gezeigt werden. Majd empfand diese Tatsache als biographische Lücke und beschloss, selbst Fotografin zu werden. Sie besuchte eine Schule mit Schwerpunkt Foto und Film und studierte anschließend Fotografie an der Kunstuniversität in Teheran.
Als Aktivistin setzte Majd sich lange dafür ein, dass Frauen im Iran Fußballspiele im Stadion anschauen dürfen, was seit 2023 mit Einschränkungen erlaubt ist. Majd spezialisierte sich auf Sportfotografie, obwohl ihre Bilder oft zensiert wurden. Sie arbeitete an der populären Frauenzeitschrift Zanan (deutsch: „Frauen“) mit, die 2009 verboten wurde.
Majd wollte auf Einladung der früheren deutschen Fußball-Nationalspielerin Petra Landers im Juni 2011 zur Fußball-Weltmeisterschaft der Frauen nach Deutschland fliegen, um die Spielerinnen fotografisch zu begleiten und ein Buch über das Turnier herausbringen. Sie kam dort aber nie an, da das Regime in Teheran sie festnehmen ließ. Volker Beck, menschenrechtspolitischer Sprecher von Bündnis 90/Die Grünen, erklärte, es liege auf der Hand, dass „Maryam Majd aus politischen Gründen festgenommen wurde. Sie und ihre Arbeit stehen für Emanzipation, Gleichheit, Meinungsfreiheit und Pressefreiheit.“  Nach über 30 Tagen Einzelhaft wurde sie auf Bewährung entlassen, fand danach jedoch kaum mehr Arbeit und durfte den Iran für die nächsten fünf Jahre nicht verlassen. In dieser Zeit fotografierte sie vor allem privat weiter, z. B. traf sie befreundete Sportlerinnen zuhause und machte dort Bilder.
2019 durfte sie das erste Mal seit ihrer Verhaftung wieder ausreisen, zur Fußball-Weltmeisterschaft der Frauen in Frankreich. Nur eine iranische Zeitung kaufte ihre Bilder ab, ihr Foto von Alex Morgan mit blauen Fingernägeln erschien jedoch auf der Titelseite der Sportzeitung Abrar-e Varzeshi. Im selben Jahr besuchte sie Afghanistan, um dort Fußballerinnen zu fotografieren, die unter schwierigsten Bedingungen ihrem Sport nachgingen. Etwas später dokumentierte sie die Spiele des iranischen Frauen-Nationalteams während der Vorqualifikation für den Asien-Cup 2022 in Usbekistan. Vom Internationalen Verband für Sportjournalisten (AIPS) wird Maryam Majd inzwischen als eine der besten zehn Fotografen für Sportfotografie in Asien und Ozeanien geführt.
Nachdem es für Majd immer schwieriger wurde, im Iran Arbeit zu finden, ging sie 2023 ins Exil. Stand 2024 lebt sie in Berlin.